# Downtown (canción de Anitta)
«Downtown» es una canción de la cantante argentina Anitta y el cantante colombiano J Balvin. Fue escrita por Anitta y Balvin junto con Justin Quiles y el productor Sky Rompiendo. La canción fue lanzada como sencillo el 19 de noviembre de 2017 como parte del proyecto de Anitta titulado Check Mate, en el que lanzó una nueva canción cada mes. La pista fue nominada al Premio Grammy Latino a la Mejor Canción Urbana en la decimonovena entrega de los Premios Grammy Latinos.

## Antecedentes
A principios de 2016, Anitta y J Balvin colaboraron por primera vez cuando ella hizo una remezcla para el sencillo de J Balvin «Ginza», que recibió un lanzamiento oficial como sencillo solo en Brasil. Luego de eso, Anitta comenzó a planear una carrera internacional y comenzó a lanzar una serie de colaboraciones que incluyen sencillos con artistas como Maluma, Iggy Azalea y Major Lazer durante 2016 y 2017 para comenzar el proceso de establecer su carrera fuera de Brasil. La colaboración con Iggy Azalea, «Switch», marcó la primera vez que Anitta lanzó una canción en la que canta en inglés. Un sencillo llamada «Paradinha», que es cantada en español, lo siguió en 2017 y se convirtió en uno de los mayores éxitos de Anitta en Brasil, mientras que también llegó a otros países como México y Portugal.
Más tarde, en 2017, Anitta anunció un proyecto titulado Check Mate, en el que consiste en lanzar una nueva canción en inglés, español o portugués, junto con el video musical que lo acompaña. Lanzó el proyecto con el estreno de «Will I See You», producido por Poo Bear, que se convirtió en su primer sencillo en inglés como artista principal. En octubre de 2017, se aventuró en EDM lanzando el sencillo «Is That for Me», una colaboración con el DJ sueco Alesso.
Para el lanzamiento de Check Mate en noviembre, Anitta anunció que lanzaría una colaboración con el cantante colombiano J Balvin, luego de su éxito mundial con «Mi gente». Sobre el trabajo con Balvin, Anitta dijo que era «increíble» y que «han trabajado juntos antes, pero [ella estaba] feliz [que ellos hicieron] esta canción. Es uno de [sus] artistas favoritos, por lo que fue una experiencia increíble».

## Promoción y lanzamiento
Anitta y J Balvin interpretaron la canción juntos por primera vez antes de su lanzamiento oficial en un evento de Spotify en Las Vegas para promover una nueva versión de la lista de reproducción «¡Viva Latino!». Después de eso, el sencillo se estrenó en Spotify en la relanzada lista de reproducción «¡Viva Latino!» con un exclusivo video musical vertical el 19 de noviembre de 2017 y luego se agregó a varias listas de reproducción, incluyendo «Today's Top Hits», que es la lista de reproducción de Spotify con más seguidores. El 26 de noviembre de 2017, se colocó en Times Square, Nueva York, un cartel con Anitta y Balvin promocionando el sencillo y el servicio de streaming de Spotify. El 5 de septiembre de 2018, Anitta interpretó la canción con Lali en Talento Fox, donde también interpretaron la canción de Lali «100 Grados».

## Videos musicales

### Video de Spotify
Un video musical se estrenó en la aplicación móvil de Spotify el 19 de noviembre de 2017, en la nueva relanzada lista de reproducción «¡Viva Latino!», y se convirtió en el primer video vertical de una cantante brasileña en estrenarse como un exclusivo de Spotify. El video musical vertical presenta a Anitta bailando sensualmente con otra mujer en fondos blancos y verdes mientras J Balvin interpreta sus versos.

### Video lírico
El 15 de diciembre de 2017, un video lírico protagonizado por las sensaciones de Internet Lele Pons y Juanpa Zurita se estrenó en el canal de YouTube de Pons.

### Video oficial
El video musical oficial fue filmado por el director Bruno Igloti en la ciudad de Nueva York el 7 de noviembre de 2017. Anitta viajó a Nueva York para una serie de reuniones promocionales y luego se reunió con Balvin e Igloti en el set para la filmación del video. Igloti y Anitta han trabajado juntos en varios videos musicales de Anitta, incluidos los videos de 2017 para los sencillos «Paradinha» y «Sua Cara». Anitta y Balvin hicieron insinuaciones del video al publicar una serie de fotos y videos detrás de escena en sus redes sociales durante el rodaje. El video se lanzó finalmente el 20 de noviembre de 2017, un día después de que la canción se lanzará para descarga digital y streaming.
El concepto del video es la exploración del glamuroso universo de los casinos parisinos de la década de 1940 y presenta a Anitta y J Balvin uniendo fuerzas para llevar a cabo un plan contra otros jugadores del casino y hacer trampa en los juegos para robar su dinero. Sobre los personajes representados por Balvin y Anitta, Anitta dice que «las apuestos son su universo. Observan cada detalle en ese entorno antes de aplicar sus movimientos. Son tramposos y cómplices». El vestuario usado por Anitta presentaba una mezcla de ropa de los grandes almacenes C&A, el patrocinador de la cantante en el proyecto Check Mate, con otros elementos creados por estilistas para el cantante.

## Posicionamiento en listas
| Listas (2017–2018)                              | Mejor posición |
| ----------------------------------------------- | -------------- |
| Argentina (Monitor Latino)                      | 15             |
| Bolivia (Monitor Latino)                        | 10             |
| Brasil (Billboard Brasil Hot 100 Airplay)       | 33             |
| Brasil (Top 50 Streaming)                       | 3              |
| Colombia (Monitor Latino)                       | 9              |
| Colombia (National-Report)                      | 9              |
| Costa Rica (Monitor Latino)                     | 8              |
| Ecuador (National-Report)                       | 13             |
| El Salvador (Monitor Latino)                    | 14             |
| España (PROMUSICAE)                             | 8              |
| Estados Unidos (Billboard Hot Latin Songs)      | 14             |
| Estados Unidos (Billboard Latin Airplay)        | 29             |
| Estados Unidos (Billboard Latin Rhythm Airplay) | 15             |
| Grecia (IFPI)                                   | 50             |
| Guatemala (Monitor Latino)                      | 15             |
| Honduras (Monitor Latino)                       | 4              |
| México (Billboard Mexico Español Airplay)       | 14             |
| Panamá (Monitor Latino)                         | 12             |
| Paraguay (Monitor Latino)                       | 1              |
| Portugal (AFP)                                  | 7              |
| República Dominicana (Monitor Latino)           | 8              |
| Suiza (Schweizer Hitparade)                     | 73             |
| Uruguay (Monitor Latino)                        | 7              |
| Venezuela (National-Report)                     | 33             |

| Listas (2018)                              | Posición |
| ------------------------------------------ | -------- |
| Argentina (Monitor Latino)                 | 37       |
| Bolivia (Monitor Latino)                   | 37       |
| Chile (Monitor Latino Top 20 Urbano)       | 69       |
| Colombia (Monitor Latino)                  | 53       |
| Costa Rica (Monitor Latino)                | 50       |
| El Salvador (Monitor Latino)               | 33       |
| Estados Unidos (Billboard Hot Latin Songs) | 36       |
| Guatemala (Monitor Latino)                 | 47       |
| Honduras (Monitor Latino)                  | 62       |
| Panamá (Monitor Latino)                    | 28       |
| Paraguay (Monitor Latino)                  | 21       |
| Portugal (AFP)                             | 15       |
| Uruguay (Monitor Latino)                   | 22       |
| República Dominicana (Monitor Latino)      | 50       |

## Certificaciones
| País           | Organismo certificador | Certificación      | Ventas certificadas | Ref    |
| -------------- | ---------------------- | ------------------ | ------------------- | ------ |
| Argentina      | CAPIF                  | Platino            | 20 000              | [ 51 ] |
| Chile          | PROFOVI                | Platino            | 10 000              | [ 52 ] |
| España         | PROMUSICAE             | 2× Platino         | 80 000              | [ 53 ] |
| Estados Unidos | RIAA                   | 6× Platino (Latin) | 360 000             | [ 54 ] |
| Italia         | FIMI                   | Oro                | 25 000              | [ 55 ] |
| Portugal       | AFP                    | 2× Platino         | 20 000              | [ 56 ] |